# فاكوندو بونيفازي
فاكوندو بونيفازي (بالإسبانية: Facundo Bonifazi)‏ هو لاعب كرة قدم أوروغواياني في مركز الدفاع، ولد في 29 سبتمبر 1995 في مونتيفيديو في الأوروغواي. لعب مع نادي راسينغ مونتيفيديو.

## وصلات خارجية
- فاكوندو بونيفازي على موقع قاعدة بيانات كرة القدم.إي يو (الإنجليزية)
- فاكوندو بونيفازي على موقع Soccerway.com (الإنجليزية)